# Eucteniza
Eucteniza is een geslacht van spinnen uit de familie Cyrtaucheniidae.

## Soorten
Het geslacht kent de volgende soorten:
- Eucteniza atoyacensis Bond & Opell, 2002
- Eucteniza mexicana Ausserer, 1875
- Eucteniza relata (O. P.-Cambridge, 1895)
- Eucteniza rex (Chamberlin, 1940)
- Eucteniza stolida (Gertsch & Mulaik, 1940)